# Tweede Slag bij Independence
De Tweede Slag bij Independence vond plaats op 21 oktober en 22 oktober 1864 in Jackson County, Missouri tijdens de Amerikaanse Burgeroorlog. De slag luidde de beslissende fase in van Prices raid die zou culmineren in de Zuidelijke nederlaag bij Westport.

## Achtergrond
Na hun nederlaag bij Lexington trok Blunt zijn troepen terug om defensieve stellingen in te nemen bij de Little Blue River op ongeveer 7 km ten ooste van Independence. Blunts bevelhebber, generaal-majoor Curtis had hem echter het bevel gegeven om slechts een achterhoede bij de rivier te laten en met de rest van zijn soldaten stellingen in te nemen bij Independence.

## De slag
De slag vond gelijktijdig plaats met de Slag bij Little Blue River. Blunt had een tegenbevel ontvangen waarbij hij opnieuw zijn stellingen bij de rivier diende in te nemen. Eenmaal bij de rivier aangekomen, was de Noordelijke achterhoede reeds in een felle strijd verwikkeld met de voorhoede en later de hoofdmacht van de Zuidelijken.
De Noordelijken dienden na een felle strijd zich terug te trekken richting Independence en werden op de hielen gezeten door de Zuidelijken. De Noordelijke achterhoede probeerde de Zuidelijke opmars te vertragen. Hierbij braken gevechten uit in de straten van de stad. Uiteindelijk trokken de Noordelijken zich verder terug. De Zuidelijke opmars werd gestopt bij een spoorwegtalud net ten westen van de stad. De Zuidelijken sloegen daar hun kamp op voor de komende nacht.
Tijdens de nacht werd er nog sporadisch gevuurd. De Noordelijken trokken zich verder terug naar de Big Blue River ten westen van Independence.
In de ochtend van 22 oktober 1864 stak de 10.000 man sterke cavalerie van de Noordelijke generaal-majoor Alfred Pleasonton de Little Blue River aan. Daarna viel hij de Zuidelijke achterhoede aan. Twee brigades van Fagan kregen het zwaar te verduren en werden terug gedrongen door de stad. De Zuidelijken probeerden stand te houden bij de kerk maar werden praktisch volledig vernietigd.
De uiteindelijke overwinning was toch niet voor de Noordelijken. Marmadukes divisie kon de Noordelijke opmars op ongeveer 3 km ten westen van het stadje tegenhouden. Zijn linies hielden stand tot de volgende ochten.

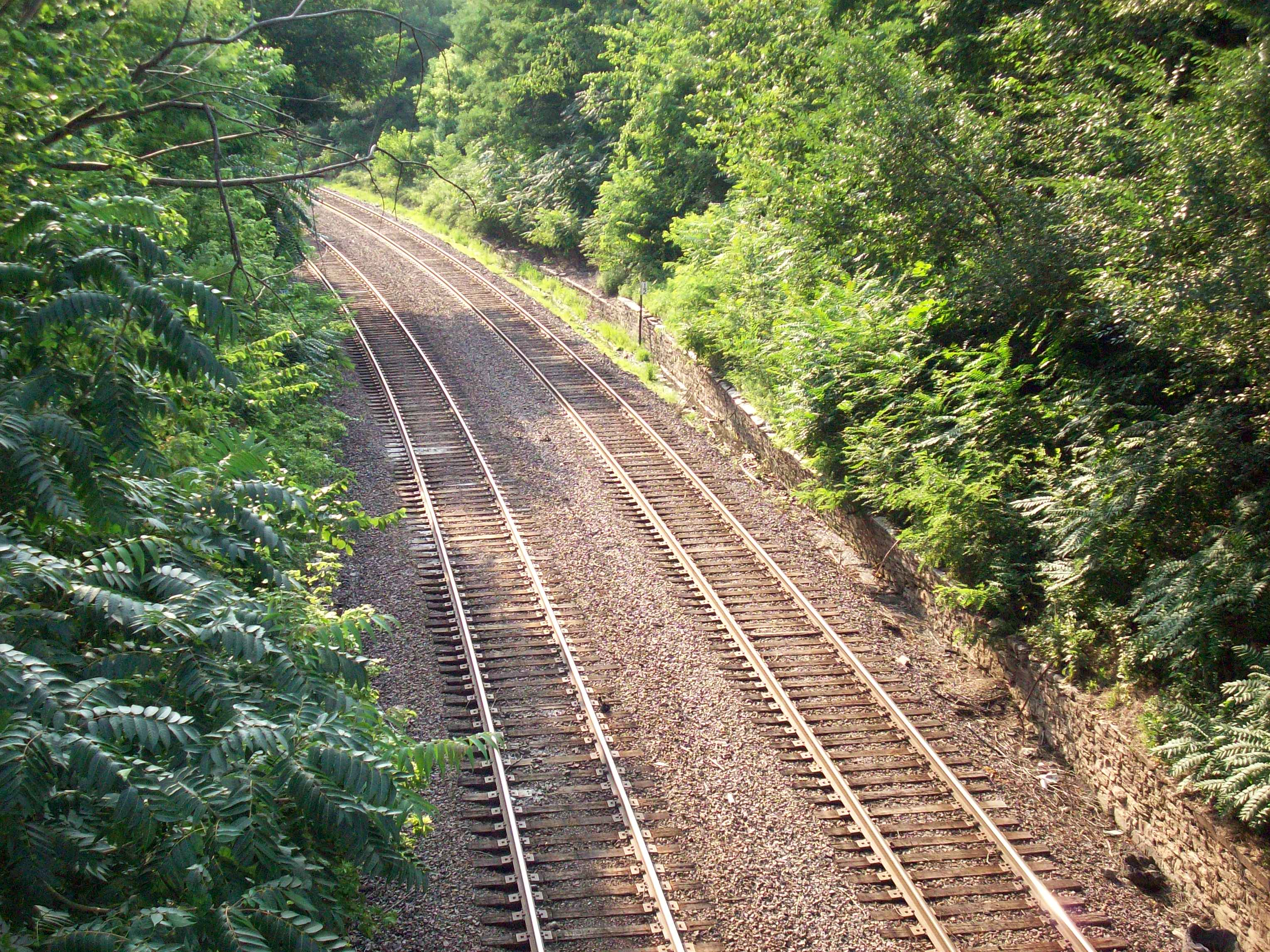
De spoorweg bij Independence in Missouri, waar de Zuidelijken in de nacht van 21 op 22 oktober hun tenten opsloegen
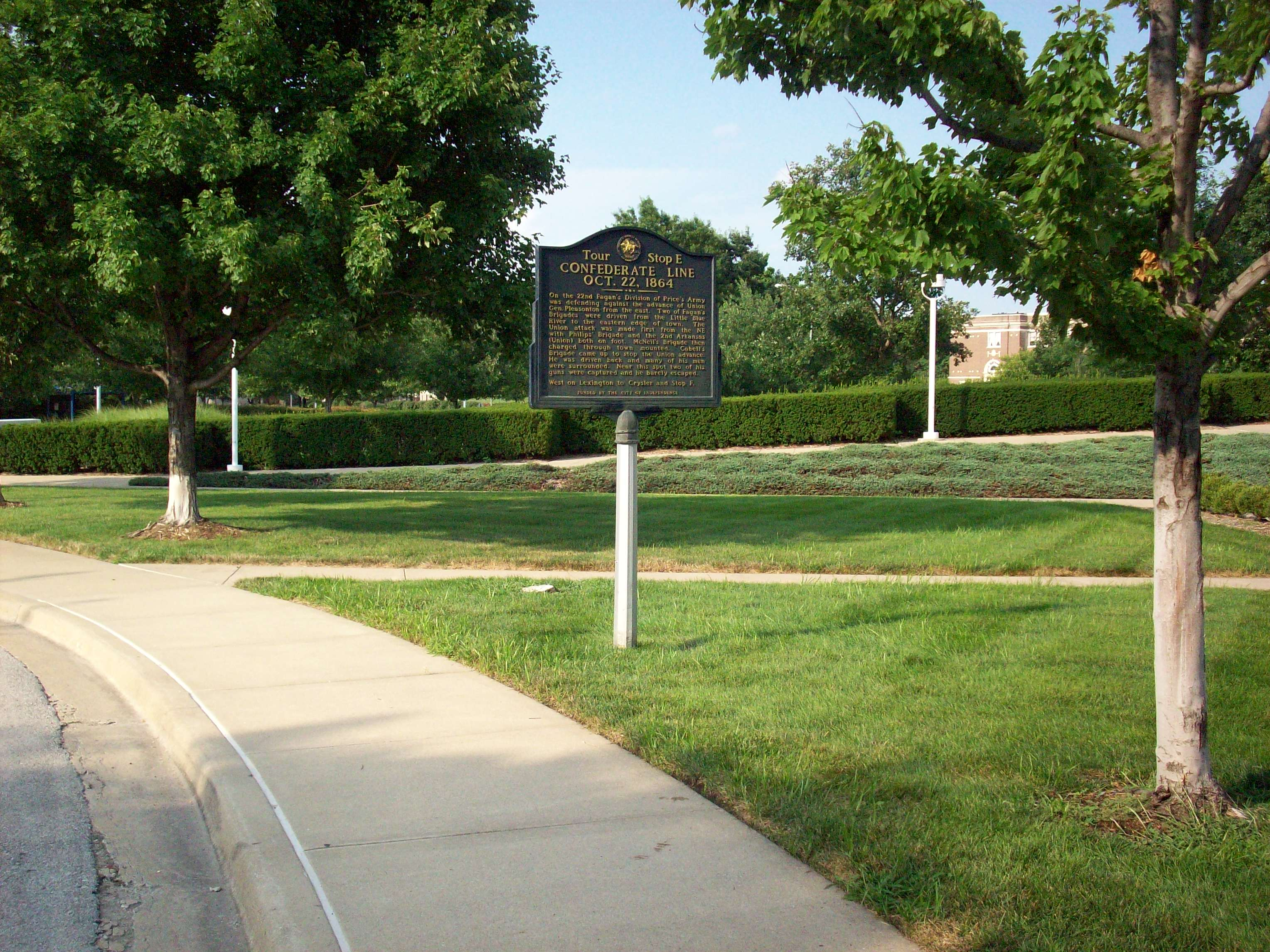
De plaats waar Fagans slaglinie stond bij de kerk van Independence

## Gevolgen
Hoewel de Zuidelijken toch de overwinning binnen haalden dankzij het optreden van Marmaduke en zijn divisie, was de aankomst van Pleasonton toch een bron van zorgen voor Price. Price stuurde zijn bagagetrein in veiligheid naar Little Santa Fe nadat hij de Big Blue River had overgestoken. De volgende dag zou de strijd losbarsten bij Westport waar de Zuidelijken een beslissende nederlaag leden.